# Lia-Tabea Mertens
Lia-Tabea Mertens (* 31. Mai 1994 in Parchim) ist eine deutsche Volleyballspielerin.

## Karriere
Lia-Tabea Mertens erlernte das Volleyball-Einmaleins beim  Schweriner SC. Mit 15 Jahren stand sie das erste Mal beim 1. VC Parchim im Kader der 2. Bundesliga Nord, mit dem sie sich direkt den 3. Platz der Liga sichern konnte.
Mit der Umstrukturierung im Verein kam es, dass Mertens für den Schweriner SC in der 2. Bundesliga aufschlug und auch am Trainingsbetrieb der Erstligamannschaft teilnahm. Nach dem Abitur absolvierte sie zunächst einen Bundesfreiwilligendienst in Stralsund, während sie dort in der 2. Bundesliga beim 1. VC Stralsund spielte. 
2014 kam dann das Angebot aus Suhl, wo Mertens bei den Volleystars Thüringen ihren ersten Profivertrag unterschrieb. Von 2016 bis 2018 spielte die Zuspielerin beim Ligakonkurrenten 1. VC Wiesbaden, mit dem sie 2017 den 3. Platz der 1. Bundesliga und 2018 das DVV-Pokalfinale erreichte. 
Nach einer anderthalbjährigen Spielpause war Mertens 2019/20 bei der TGM Mainz-Gonsenheim in der Dritten Liga Süd aktiv. Anschließend spielte sie eine Saison beim Zweitligisten TG Bad Soden.
Seit 2021 geht Mertens für den Regionalligisten TSG 1846 Mainz-Bretzenheim ans Netz.